# Okręg wyborczy Bournemouth East and Christchurch
Okręg wyborczy Bournemouth East and Christchurch powstał w 1950 r. i wysyłał do brytyjskiej Izby Gmin jednego deputowanego. Okręg obejmował wschodnią część miasta Bournemouth oraz sąsiednie miasto Christchurch w południowo-zachodniej części hrabstwa Hampshire (obecnie miasta te leżą w hrabstwie Dorset). Okręg został zlikwidowany w 1974 r.

## Deputowani do brytyjskiej Izby Gmin z okręgu Bournemouth East and Christchurch
- 1945–1952: Brendan Bracken, Partia Konserwatywna
- 1952–1959: Nigel Nicolson, Partia Konserwatywna
- 1959–1974: John Cordle, Partia Konserwatywna